# Gnamptogenys sichuanensis
Gnamptogenys sichuanensis  (лат.) — вид примитивных тропических муравьёв рода Gnamptogenys из подсемейства Ectatomminae. Эндемик Китая.

## Распространение
Встречаются в Восточной Азии: Китай.

## Описание
Длина тела рабочих около 4 мм, основная окраска коричневая. От близкого вида Gnamptogenys nanlingensis отличается формой постпетиолярного выступа (он полигональный, а не клиновидный); затылочная ламелла хорошо развита, с тонкой почти полупрозрачной пластинкой; четвертый абдоминальный стернит поперечно-полосатый (а не сетчатый). Пронотум дорзально без плечевых зубчиков. Стебелёк между грудкой и брюшком состоит из одного узловидного членика (петиоль). Голову и всё тело покрывают глубокие бороздки. Усики 12-члениковые. Глаза мелкого размера, выпуклые. Челюсти субтреугольные с плоским базальным краем и бороздками у основания. Вид был впервые описан в 2004 году эквадорским мирмекологом Джоном Латтке (John E. Lattke, Universidad Nacional de Loja, Loja, Эквадор).